# Leaving Through the Window
Albums de Something Corporate
Audioboxer
(2001) Songs for Silent Movies
(2003)
Leaving through The Window est un album de Something Corporate paru le 7 mai 2002 avec le label Drive-Thru Records. L'album contient 3 morceaux du précédent EP Audioboxer à savoir: "Punk Rock Princess", "If U C Jordan" et "Hurricane" ainsi que trois nouvelles versions d'anciens titres de Ready... Break: "Cavanaugh Park", "Straw Dog" et "Drunk Girl".

## Liste des titres
1. "I Want to Save You" – 4:22
2. "Punk Rock Princess" – 3:52
3. "I Woke Up in a Car" – 4:13
4. "iF U C Jordan" – 4:15
5. "The Astronaut" – 4:28
6. "Hurricane" – 3:50
7. "Cavanaugh Park" – 4:18
8. "Fall" – 3:40
9. "Straw Dog" – 3:49
10. "Good News" – 3:51
11. "Drunk Girl" – 4:07
12. "Not What It Seems" – 3:18
13. "You're Gone" – 4:37
14. "Globes & Maps" – 4:48

## Personnalités ayant collaboré à l'album
- Introspekt - DJ
- Brian Ireland - Batterie, chœurs
- Andrew McMahon - Piano, chant
- Kevin Page - Basse, chœurs
- Josh Partington - Guitare, chœurs
- P.J. Smith - Chœurs
- William Tell - Guitare
- Patrick Warren - Chamberlain, orgue